# Rosenborg Ballklub 2019
Questa voce raccoglie le informazioni riguardanti il Rosenborg Ballklub nelle competizioni ufficiali della stagione 2019.

## Stagione
La stagione del Rosenborg è iniziata con un cambio di guida tecnica: il 3 gennaio 2019 è stato scelto come nuovo allenatore Eirik Horneland, che si sarebbe avvalso della collaborazione dell'assistente Karl Oskar Emberland.
A seguito del double della stagione precedente, il Rosenborg avrebbe dovuto disputare il Mesterfinalen contro il Molde, 2º classificato del campionato 2018: la partita si sarebbe giocata il 17 marzo 2019, all'Ullevaal Stadion di Oslo. Il 15 marzo, due giorni prima della partita, la NFF ha deciso però di cancellare il match a causa delle cattive condizioni atmosferiche e di preservare il campo per la partita valida per le qualificazioni al campionato europeo di calcio 2020 tra Norvegia e Svezia.
Il Rosenborg ha chiuso il campionato al 3º posto finale, qualificandosi per i turni preliminari dell'Europa League 2020-2021. L'avventura nel Norgesmesterskapet si è chiusa invece al quarto turno, con l'eliminazione subita per mano dell'Aalesund.
Per quanto concerne le competizioni europee, il Rosenborg ha partecipato ai turni preliminari della Champions League 2019-2020, venendo eliminato agli spareggi per mano della Dinamo Zagabria. La compagine norvegese è stata pertanto ripescata per la fase a gironi dell'Europa League, al termine della quale è stata eliminata.

## Maglie e sponsor
Lo sponsor tecnico per la stagione 2019 è stato Adidas, mentre lo sponsor ufficiale è stato SpareBank 1. La divisa casalinga è composta da una maglietta bianca con inserti neri, pantaloncini neri e calzettoni bianchi. Quella da trasferta era invece composta da una maglietta nera con inserti bianchi, pantaloncini bianchi e calzettoni neri.
| Casa | Trasferta |

## Rosa
| N. |                      | Ruolo | Calciatore            |
| -- | -------------------- | ----- | --------------------- |
| 1  | Norvegia (bandiera)  | P     | André Hansen          |
| 2  | Norvegia (bandiera)  | D     | Vegar Eggen Hedenstad |
| 3  | Norvegia (bandiera)  | D     | Birger Meling         |
| 4  | Norvegia (bandiera)  | D     | Tore Reginiussen      |
| 5  | Serbia (bandiera)    | D     | Đorđe Denić           |
| 7  | Danimarca (bandiera) | C     | Mike Jensen           |
| 8  | Norvegia (bandiera)  | C     | Anders Konradsen      |
| 9  | Danimarca (bandiera) | A     | Nicklas Bendtner      |
| 10 | Norvegia (bandiera)  | A     | Pål André Helland     |
| 11 | Norvegia (bandiera)  | A     | Yann-Erik de Lanlay   |
| 14 | Norvegia (bandiera)  | A     | Alexander Søderlund   |
| 15 | Norvegia (bandiera)  | C     | Anders Trondsen       |
| 16 | Norvegia (bandiera)  | D     | Even Hovland          |
| 17 | Nigeria (bandiera)   | A     | Babajide David        |
| 18 | Norvegia (bandiera)  | C     | Teodor Berg Haltvik   |
| 19 | Norvegia (bandiera)  | D     | Gustav Valsvik        |

| N. |                                 | Ruolo | Calciatore                 |
| -- | ------------------------------- | ----- | -------------------------- |
| 20 | Norvegia (bandiera)             | C     | Edvard Tagseth             |
| 22 | Norvegia (bandiera)             | C     | Gjermund Åsen              |
| 23 | Norvegia (bandiera)             | A     | Bjørn Maars Johnsen        |
| 24 | Norvegia (bandiera)             | P     | Arild Østbø                |
| 25 | Norvegia (bandiera)             | C     | Marius Lundemo             |
| 26 | Bosnia ed Erzegovina (bandiera) | D     | Besim Šerbečić             |
| 28 | Nigeria (bandiera)              | A     | Samuel Adegbenro           |
| 30 | Nigeria (bandiera)              | D     | Igoh Ogbu                  |
| 34 | Norvegia (bandiera)             | A     | Erik Botheim               |
| 35 | Norvegia (bandiera)             | A     | Emil Ceide                 |
| 37 | Norvegia (bandiera)             | C     | Mikael Tørset Johnsen      |
| 39 | Norvegia (bandiera)             | D     | Warren Kamanzi             |
| 39 | Norvegia (bandiera)             | D     | Sondre Skogen              |
| 40 | Norvegia (bandiera)             | P     | Rasmus Semundseth Sandberg |
| 41 | Norvegia (bandiera)             | A     | Filip Brattbakk            |

## Calciomercato

### Sessione invernale(dal 09/01 al 01/04)
| Arrivi           | Arrivi            | Arrivi                 | Arrivi        |
| R.               | Nome              | da                     | Modalità      |
| ---------------- | ----------------- | ---------------------- | ------------- |
| D                | Gustav Valsvik    | Eintracht Braunschweig | definitivo    |
| C                | Gjermund Åsen     | Tromsø                 | definitivo    |
| A                | Babajide David    | Midtjylland            | prestito      |
| Altre operazioni |                   |                        |               |
| R.               | Nome              | da                     | Modalità      |
| P                | Julian Faye Lund  | Levanger               | fine prestito |
| D                | Malte Amundsen    | Eintracht Braunschweig | fine prestito |
| A                | Andreas Helmersen | Ranheim                | fine prestito |

| Partenze | Partenze              | Partenze   | Partenze   |
| R.       | Nome                  | a          | Modalità   |
| -------- | --------------------- | ---------- | ---------- |
| P        | Julian Faye Lund      | Mjøndalen  | prestito   |
| D        | Malte Amundsen        | Vejle      | definitivo |
| D        | Erlend Dahl Reitan    | Bodø/Glimt | prestito   |
| D        | Alex Gersbach         | NAC Breda  | definitivo |
| D        | Torbjørn Heggem       | Ranheim    | prestito   |
| D        | Robin Lorentzen       | Tromsdalen | definitivo |
| C        | Olaus Skarsem         | Ranheim    | prestito   |
| A        | Andreas Helmersen     | Odd        | prestito   |
| A        | Issam Jebali          | Al-Wahda   | definitivo |
| A        | Jonathan Levi         | Elfsborg   | prestito   |
| A        | Matthías Vilhjálmsson | Vålerenga  | definitivo |

### Tra le due sessioni
| Arrivi | Arrivi | Arrivi | Arrivi   |
| R.     | Nome   | da     | Modalità |
| ------ | ------ | ------ | -------- |

| Partenze | Partenze       | Partenze | Partenze |
| R.       | Nome           | a        | Modalità |
| -------- | -------------- | -------- | -------- |
| D        | Besim Šerbečić | Sarajevo | prestito |

### Sessione estiva(dal 01/08 al 31/08)
| Arrivi | Arrivi              | Arrivi     | Arrivi     |
| R.     | Nome                | da         | Modalità   |
| ------ | ------------------- | ---------- | ---------- |
| C      | Edvard Tagseth      | Liverpool  | definitivo |
| A      | Bjørn Maars Johnsen | AZ Alkmaar | prestito   |

| Partenze | Partenze  | Partenze | Partenze |
| R.       | Nome      | a        | Modalità |
| -------- | --------- | -------- | -------- |
| D        | Igoh Ogbu | Sogndal  | prestito |

### Dopo la sessione estiva
| Arrivi | Arrivi | Arrivi | Arrivi   |
| R.     | Nome   | da     | Modalità |
| ------ | ------ | ------ | -------- |

| Partenze | Partenze         | Partenze   | Partenze   |
| R.       | Nome             | a          | Modalità   |
| -------- | ---------------- | ---------- | ---------- |
| A        | Nicklas Bendtner | Copenaghen | definitivo |

## Risultati

### Eliteserien

#### Girone di andata
| Arbitro: | Hagen (Grue) |

|                           |           |  |
| Konradsen 43’ Layouni 60’ | Marcatori |  |

| Arbitro: | Skjerven (Kaupanger) |

|             |           |            |
| Helland 44’ | Marcatori | 54’ Børven |

| Arbitro: | Døvle (Larvik) |

|                                      |           |                 |
| Bohinen 29’ Brynhildsen 56’ Boli 67’ | Marcatori | 42’ Reginiussen |

| Trondheim 22 aprile 2019, ore 18:00 4ª giornata | Rosenborg      | 0 – 0 referto | Strømsgodset | Lerkendal Stadion (11.367 spett.)\| Arbitro: \| Kjensli (Oslo) \| |
| Arbitro:                                        | Kjensli (Oslo) |               |              |                                                                   |

| Arbitro: | Hansen (Feda) |

|                                     |           |  |
| Gabrielsen 2’ Wolff Eikrem 13’, 27’ | Marcatori |  |

| Arbitro: | Moen (Haugesund) |

|            |           |  |
| Jensen 39’ | Marcatori |  |

| Arbitro: | Saggi (Drammen) |

|                |           |            |
| Gustavsson 23’ | Marcatori | 62’ Jensen |

| Arbitro: | Døvle (Larvik) |

|  |           |                                    |
|  | Marcatori | 45’ Grindheim 59’ Pallesen Knudsen |

| Arbitro: | Hagen (Grue) |

|                                             |           |                                   |
| Reginiussen 27’ de Lanlay 30’ Søderlund 66’ | Marcatori | 39’ Semb Aasmundsen 65’ Brochmann |

| Arbitro: | Hansen (Feda) |

|  |           |           |
|  | Marcatori | 88’ David |

| Arbitro: | Saggi (Drammen) |

|                                           |           |  |
| Adegbenro 14’ de Lanlay 66’ Søderlund 86’ | Marcatori |  |

| Arbitro: | Skjerven (Kaupanger) |

|              |           |  |
| Wangberg 65’ | Marcatori |  |

| Arbitro: | Døvle (Larvik) |

|                   |           |  |
| Jensen 45’ (rig.) | Marcatori |  |

| Arbitro: | Moen (Haugesund) |

|                                               |           |                                       |
| Eggen Hedenstad 44’ (aut.) Sollie Rønning 86’ | Marcatori | 27’ Adegbenro 51’ David 88’ Søderlund |

| Arbitro: | Hobber Nilsen (Oslo) |

|                                                           |           |             |
| Eggen Hedenstad 36’ Søderlund 40’, 73’ Konradsen 50’, 81’ | Marcatori | 44’ Ekeland |

#### Girone di ritorno
| Arbitro: | Moen (Haugesund) |

|              |           |            |
| Thomassen 3’ | Marcatori | 13’ Jensen |

| Arbitro: | Hansen (Feda) |

|                                            |           |                               |
| Botheim 11’, 43’, 64’ Valsvik 20’ Åsen 79’ | Marcatori | 44’ Taylor 66’ Gamst Pedersen |

| Arbitro: | Skjerven (Kaupanger) |

|          |           |             |
| Risa 10’ | Marcatori | 60’ Hovland |

| Arbitro: | Hansen (Feda) |

|                                                |           |                             |
| Søderlund 28’ Adegbenro 63’ Helland 75’ (rig.) | Marcatori | 8’ (aut.) Meling 82’ Junker |

| Arbitro: | Skjerven (Kaupanger) |

|                  |           |                     |
| Borchgrevink 60’ | Marcatori | 54’ Eggen Hedenstad |

| Arbitro: | Eskås (Oslo) |

|                                      |           |              |
| Maars Johnsen 25’, 59’ Adegbenro 53’ | Marcatori | 65’ Pedersen |

| Arbitro: | Hobber Nilsen (Oslo) |

|           |           |                                               |
| Occéan 6’ | Marcatori | 15’ (rig.) Søderlund 51’ (aut.) Olsen Solberg |

| Trondheim 28 settembre 2019, ore 20:00 23ª giornata | Rosenborg        | 0 – 0 referto | Brann | Lerkendal Stadion (12.578 spett.)\| Arbitro: \| Moen (Haugesund) \| |
| Arbitro:                                            | Moen (Haugesund) |               |       |                                                                     |

| Arbitro: | Døvle (Larvik) |

|                            |           |                   |
| Sandberg 54’ Samuelsen 85’ | Marcatori | 84’ Maars Johnsen |

| Arbitro: | Døvle (Larvik) |

|                              |           |                             |
| Øwre Gjertsen 43’ Psyché 83’ | Marcatori | 21’ David 56’ Maars Johnsen |

| Arbitro: | Hagen (Grue) |

|                                         |           |                |
| David 35’ Hovland 41’ Maars Johnsen 82’ | Marcatori | 13’ Omoijuanfo |

| Arbitro: | Moen (Haugesund) |

|                                         |           |             |
| Maigaard 20’ (rig.) Keita 53’ Sætra 90’ | Marcatori | 16’ Hovland |

| Arbitro: | Hagen (Grue) |

|                                                |           |                       |
| Reginiussen 17’ Helland 72’ (rig.) Lundemo 90’ | Marcatori | 27’ (rig.), 33’ Hauge |

| Arbitro: | Hansen (Feda) |

|                        |           |                         |
| Furdal 14’ Källman 43’ | Marcatori | 36’ David 52’ Søderlund |

| Arbitro: | Døvle (Larvik) |

|                                |           |                        |
| Hovland 58’, 76’ Adegbenro 81’ | Marcatori | 21’ Alseth 77’ Karlsen |

### Norgesmesterskapet
| Arbitro: | Støfringshaug (Grue) |

|           |           |                                      |
| Fausa 30’ | Marcatori | 4’ Valsvik 52’ Konradsen 59’ Botheim |

| Arbitro: | Eggen |

|  |           |                                 |
|  | Marcatori | 57’ Botheim 62’ Meling 87’ Åsen |

| Arbitro: | Kjensli (Oslo) |

|            |           |                          |
| Langås 65’ | Marcatori | 72’ David 102’ Adegbenro |

| Arbitro: | Hobber Nilsen (Oslo) |

|                                       |                      |                                               |
|                                       | Marcatori            | 57’ Botheim 62’ Meling 87’ Åsen               |
| Jensen Hovland Søderlund Meling David | Tiri di rigore 4 – 5 | Carlsen Meade O. Lie Steen Sæthre Friðjónsson |

### Champions League
| Arbitro: | Stoyanov |

|  |           |                          |
|  | Marcatori | 22’ Jensen 69’ Søderlund |

| Arbitro: | Jorgji |

|                                          |           |  |
| Konradsen 20’, 51’ David 69’ Helland 85’ | Marcatori |  |

| Arbitro: | Schärer |

|                               |           |               |
| Stasevič 5’ (rig.) Skavyš 51’ | Marcatori | 25’ Konradsen |

| Arbitro: | Di Bello |

|                                  |           |  |
| Helland 73’ (rig.) Søderlund 85’ | Marcatori |  |

| Arbitro: | Letexier |

|             |           |                               |
| Tavares 70’ | Marcatori | 50’, 63’ Søderlund 71’ Jensen |

| Arbitro: | Gözübüyük |

|                                  |           |                  |
| Søderlund 53’ Konradsen 61’, 81’ | Marcatori | 45’ Požeg Vancaš |

| Arbitro: | Orsato |

|                              |           |  |
| Petković 8’ (rig.) Oršić 28’ | Marcatori |  |

| Arbitro: | Hațegan |

|           |           |           |
| David 11’ | Marcatori | 71’ Gojak |

### Europa League
| Arbitro: | Rumšas |

|             |           |  |
| Holland 45’ | Marcatori |  |

| Arbitro: | Umut Meler |

|               |           |                                              |
| Adegbenro 70’ | Marcatori | 14’ Rosario 37’ (aut.) Meling 41’, 78’ Malen |

| Arbitro: | Visser |

|             |           |  |
| Bolasie 70’ | Marcatori |  |

| Arbitro: | Clancy |

|  |           |                          |
|  | Marcatori | 16’ Coates 38’ Fernandes |

| Arbitro: | Kruashvili |

|                   |           |                           |
| Maars Johnsen 45’ | Marcatori | 20’ Goiginger 54’ Frieser |

| Arbitro: | Meshkov |

|               |           |             |
| Ihattaren 63’ | Marcatori | 22’ Helland |

## Statistiche

### Statistiche di squadra
| Competizione       | Punti | In casa | In casa | In casa | In casa | In casa | In casa | In trasferta | In trasferta | In trasferta | In trasferta | In trasferta | In trasferta | Totale | Totale | Totale | Totale | Totale | Totale | DR  |
| Competizione       | Punti | G       | V       | N       | P       | Gf      | Gs      | G            | V            | N            | P            | Gf           | Gs           | G      | V      | N      | P      | Gf     | Gs     | DR  |
| ------------------ | ----- | ------- | ------- | ------- | ------- | ------- | ------- | ------------ | ------------ | ------------ | ------------ | ------------ | ------------ | ------ | ------ | ------ | ------ | ------ | ------ | --- |
| Eliteserien        | 52    | 15      | 11      | 3       | 1       | 34      | 16      | 15           | 3            | 7            | 5            | 19           | 25           | 30     | 14     | 10     | 6      | 53     | 41     | +12 |
| Norgesmesterskapet | -     | 1       | 0       | 1       | 0       | 1       | 1       | 3            | 3            | 0            | 0            | 8            | 2            | 4      | 3      | 1      | 0      | 9      | 3      | +9  |
| Champions League   | -     | 4       | 3       | 1       | 0       | 10      | 2       | 4            | 2            | 0            | 2            | 6            | 5            | 8      | 5      | 1      | 2      | 16     | 7      | +9  |
| Europa League      | -     | 3       | 0       | 0       | 3       | 2       | 8       | 3            | 0            | 2            | 1            | 1            | 3            | 6      | 0      | 5      | 1      | 3      | 11     | -8  |
| Totale             | -     | 23      | 14      | 5       | 4       | 47      | 27      | 25           | 8            | 9            | 8            | 34           | 35           | 48     | 22     | 17     | 9      | 81     | 62     | +19 |

### Andamento in campionato
| Giornata  | 1  | 2  | 3  | 4  | 5  | 6  | 7  | 8  | 9  | 10 | 11 | 12 | 13 | 14 | 15 | 16 | 17 | 18 | 19 | 20 | 21 | 22 | 23 | 24 | 25 | 26 | 27 | 28 | 29 | 30 |
| --------- | -- | -- | -- | -- | -- | -- | -- | -- | -- | -- | -- | -- | -- | -- | -- | -- | -- | -- | -- | -- | -- | -- | -- | -- | -- | -- | -- | -- | -- | -- |
| Luogo     | T  | C  | T  | C  | T  | C  | T  | C  | C  | T  | C  | T  | C  | T  | C  | T  | C  | T  | C  | T  | C  | T  | C  | T  | T  | C  | T  | C  | T  | C  |
| Risultato | P  | N  | P  | N  | P  | V  | N  | P  | V  | V  | V  | P  | V  | V  | V  | N  | V  | N  | V  | N  | V  | V  | N  | P  | N  | V  | N  | V  | N  | V  |
| Posizione | 14 | 13 | 15 | 15 | 16 | 15 | 15 | 15 | 12 | 11 | 9  | 9  | 8  | 7  | 5  | 6  | 5  | 4  | 4  | 4  | 4  | 4  | 4  | 4  | 4  | 4  | 4  | 4  | 4  | 3  |

Fonte:  Eliteserien 2019, su altomfotball.no, Altomfotball.
Legenda:

Luogo: C = Casa; T = Trasferta. Risultato: V = Vittoria; N = Pareggio; P = Sconfitta.

### Statistiche dei giocatori
| Giocatore              | Eliteserien | Eliteserien | Eliteserien | Eliteserien | Norgesmesterskapet | Norgesmesterskapet | Norgesmesterskapet | Norgesmesterskapet | Champions League+Europa League | Champions League+Europa League | Champions League+Europa League | Champions League+Europa League | Mesterfinalen | Mesterfinalen | Mesterfinalen | Mesterfinalen | Totale   | Totale | Totale      | Totale     |
| Giocatore              | Presenze    | Reti        | Ammonizioni | Espulsioni  | Presenze           | Reti               | Ammonizioni        | Espulsioni         | Presenze                       | Reti                           | Ammonizioni                    | Espulsioni                     | Presenze      | Reti          | Ammonizioni   | Espulsioni    | Presenze | Reti   | Ammonizioni | Espulsioni |
| ---------------------- | ----------- | ----------- | ----------- | ----------- | ------------------ | ------------------ | ------------------ | ------------------ | ------------------------------ | ------------------------------ | ------------------------------ | ------------------------------ | ------------- | ------------- | ------------- | ------------- | -------- | ------ | ----------- | ---------- |
| S. Adegbenro           | 20          | 5           | 3           | 0           | 3                  | 1                  | 0                  | 0                  | 6+6                            | 0+1                            | 1+0                            | 0                              |               |               |               |               | 35       | 7      | 4           | 0          |
| G. Åsen                | 23          | 1           | 1           | 0           | 3                  | 1                  | 0                  | 0                  | 4+5                            | 0                              | 0                              | 0                              |               |               |               |               | 35       | 2      | 1           | 0          |
| N. Bendtner            | 5           | 0           | 1           | 0           | 0                  | 0                  | 0                  | 0                  | 0                              | 0                              | 0                              | 0                              |               |               |               |               | 5        | 0      | 1           | 0          |
| T. Berg Haltvik        | 0           | 0           | 0           | 0           | 0                  | 0                  | 0                  | 0                  | 0                              | 0                              | 0                              | 0                              |               |               |               |               | 0        | 0      | 0           | 0          |
| E. Botheim             | 7           | 3           | 0           | 0           | 3                  | 2                  | 0                  | 0                  | 0+2                            | 0                              | 0                              | 0                              |               |               |               |               | 12       | 5      | 0           | 0          |
| F. Brattbakk           | 0           | 0           | 0           | 0           | 0                  | 0                  | 0                  | 0                  | 0                              | 0                              | 0                              | 0                              |               |               |               |               | 0        | 0      | 0           | 0          |
| E. Ceide               | 9           | 0           | 0           | 0           | 2                  | 0                  | 0                  | 0                  | 3+2                            | 0                              | 0                              | 0                              |               |               |               |               | 16       | 0      | 0           | 0          |
| B. David               | 21          | 5           | 0           | 0           | 4                  | 2                  | 0                  | 0                  | 8+3                            | 2+0                            | 0                              | 0                              |               |               |               |               | 36       | 9      | 0           | 0          |
| Y. de Lanlay           | 17          | 2           | 0           | 0           | 1                  | 0                  | 0                  | 0                  | 5+0                            | 0                              | 0                              | 0                              |               |               |               |               | 23       | 2      | 0           | 0          |
| Đ. Denić               | 9           | 0           | 1           | 0           | 4                  | 0                  | 0                  | 0                  | 0                              | 0                              | 0                              | 0                              |               |               |               |               | 13       | 0      | 1           | 0          |
| V. Eggen Hedenstad     | 27          | 2           | 4           | 0           | 4                  | 0                  | 0                  | 0                  | 8+5                            | 0                              | 1+1                            | 0                              |               |               |               |               | 44       | 2      | 6           | 0          |
| A. Hansen              | 29          | -39         | 0           | 0           | 2                  | -1                 | 0                  | 0                  | 8+5                            | -7+-10                         | 0                              | 0                              |               |               |               |               | 44       | -57    | 0           | 0          |
| P. Helland             | 19          | 3           | 4           | 0           | 2                  | 0                  | 0                  | 1                  | 6+3                            | 2+1                            | 1+1                            | 0                              |               |               |               |               | 30       | 6      | 6           | 1          |
| E. Hovland             | 28          | 5           | 3           | 0           | 3                  | 1                  | 0                  | 0                  | 8+6                            | 0                              | 1+1                            | 0                              |               |               |               |               | 45       | 6      | 5           | 0          |
| M. Jensen              | 27          | 5           | 2           | 1           | 3                  | 1                  | 0                  | 0                  | 7+6                            | 2+0                            | 1+1                            | 0                              |               |               |               |               | 43       | 8      | 4           | 1          |
| W. Kamanzi             | 0           | 0           | 0           | 0           | 0                  | 0                  | 0                  | 0                  | 0                              | 0                              | 0                              | 0                              |               |               |               |               | 0        | 0      | 0           | 0          |
| A. Konradsen           | 20          | 2           | 1           | 0           | 3                  | 1                  | 0                  | 1                  | 7+3                            | 5+0                            | 2+0                            | 0                              |               |               |               |               | 33       | 8      | 3           | 1          |
| M. Lundemo             | 22          | 1           | 4           | 0           | 1                  | 0                  | 0                  | 0                  | 7+6                            | 0                              | 2+0                            | 0                              |               |               |               |               | 36       | 1      | 6           | 0          |
| B. Maars Johnsen       | 11          | 5           | 1           | 0           | -                  | -                  | -                  | -                  | 0+5                            | 01                             | 0+1                            | 0                              |               |               |               |               | 16       | 6      | 2           | 0          |
| B. Meling              | 28          | 0           | 7           | 0           | 2                  | 2                  | 0                  | 0                  | 8+6                            | 0                              | 1+2                            | 0                              |               |               |               |               | 44       | 2      | 10          | 0          |
| I. Ogbu                | 0           | 0           | 0           | 0           | 0                  | 0                  | 0                  | 0                  | 0                              | 0                              | 0                              | 0                              |               |               |               |               | 0        | 0      | 0           | 0          |
| A. Østbø               | 1           | -2          | 0           | 0           | 3                  | -2                 | 0                  | 0                  | 0+1                            | 0+-1                           | 0                              | 0                              |               |               |               |               | 5        | -5     | 0           | 0          |
| T. Reginiussen         | 24          | 3           | 4           | 0           | 2                  | 1                  | 0                  | 0                  | 8+4                            | 0                              | 0+1                            | 0                              |               |               |               |               | 38       | 4      | 5           | 0          |
| R. Semundseth Sandberg | 0           | 0           | 0           | 0           | 0                  | 0                  | 0                  | 0                  | 0                              | 0                              | 0                              | 0                              |               |               |               |               | 0        | 0      | 0           | 0          |
| B. Šerbečić            | 0           | 0           | 0           | 0           | 0                  | 0                  | 0                  | 0                  | 0                              | 0                              | 0                              | 0                              |               |               |               |               | 0        | 0      | 0           | 0          |
| S. Skogen              | 0           | 0           | 0           | 0           | 0                  | 0                  | 0                  | 0                  | 0                              | 0                              | 0                              | 0                              |               |               |               |               | 0        | 0      | 0           | 0          |
| A. Søderlund           | 28          | 8           | 3           | 1           | 2                  | 0                  | 0                  | 0                  | 8+5                            | 5+0                            | 3+0                            | 0                              |               |               |               |               | 43       | 13     | 6           | 1          |
| E. Tagseth             | 1           | 0           | 0           | 0           | -                  | -                  | -                  | -                  | 0+2                            | 0                              | 0                              | 0                              |               |               |               |               | 3        | 0      | 0           | 0          |
| M. Tørset Johnsen      | 2           | 0           | 0           | 0           | 3                  | 0                  | 0                  | 0                  | 0+1                            | 0                              | 0                              | 0                              |               |               |               |               | 6        | 0      | 0           | 0          |
| A. Trondsen            | 22          | 0           | 4           | 0           | 3                  | 0                  | 0                  | 0                  | 6+5                            | 0                              | 1+0                            | 0                              |               |               |               |               | 36       | 0      | 5           | 0          |
| G. Valsvik             | 13          | 1           | 1           | 0           | 4                  | 1                  | 0                  | 0                  | 1+2                            | 0                              | 0                              | 0                              |               |               |               |               | 20       | 2      | 1           | 0          |